# Christian Nathusius
Christian Nathusius (* 1664 in Leipzig; † Mai 1689 ebenda) war ein deutscher Rechtswissenschaftler.

## Leben
Nathusius war das siebte von zehn Kindern des Leipziger Nikolaikantors Elias Nathusius und der Maria Magdalena, geb. Rahn. Er wurde am 28. Novemberjul. / 8. Dezember 1664greg. in der Nikolaikirche getauft und besuchte die Schule der Nikolaikirche, an der auch sein Vater unterrichtete. Ab dem Wintersemester 1682 studierte er an der Universität Leipzig, an der er bereits 1674 von seinem Vater eingeschrieben wurde. Am 12. April 1684 wurde Nathusius Baccalaureus Artium und am 29. Januar 1685 Magister. Er war Mitglied des Mittwochs Collegium Oratorium des Prof. publ. Lic. Schmidius. Bereits vier Jahre später verstarb er im Alter von 24 Jahren in der Wohnung seiner Mutter. Am 18. Maijul. / 28. Mai 1689greg. wurde er beerdigt. Er verfasste mehrere Schriften und ist „… durch einige Dissertationen bekannt geworden …“

## Werke
- mit Valentin Alberti: Quaestio mor. An sola praecepta negativa obligent semper et pro semper? Fleischer, 1685.
- An expediat regi, eligere ministrissimum. Leipzig 1686.
- mit Samuel Großer: Quaestionem politicam: an expediat regi eligere ministrissimum? Fleischer, 1686.
- Super nobiliores superiori seculo res in Europa decennio primo gestas. Leipzig 1688.
- Trauergedicht für Johann Gottlieb Höpner.[2] Leipzig 1687.[3]